# Dolor sin lágrimas

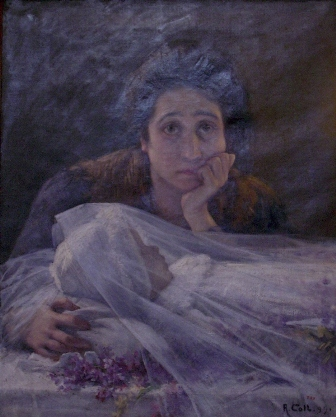

Dolor sin lágrimas es una pintura sobre tela hecha por Antonio Coll y Pi en 1899 y conservada en la Biblioteca Museo Víctor Balaguer, con el número de registro 733 desde que ingresó el marzo de 1901. Proviene de la colección privada del autor. 

## Descripción
Representa una escena de luto por la muerte de un niño. Aparece una mujer con el rostro frontal y el pelo recogido, mirando al espectador sin llorar. Con una mano se aguanta el pómulo y el mentón, con la otra se aferra a la almohada donde descansa la cabeza del niño. Ante la mujer y en primer término está estirado el cuerpo del niño, se ve la mitad del cuerpo, vestido de blanco, con gorrito blanco y un velo que cubre todo el cuerpo, alrededor del cuerpo hay unas flores violetas y amarillas. La mujer lleva un chal de color marrón sobre los hombros y el vestido es azul de manga larga. El fondo es neutro de color grisáceo, la entrada de luz se produce por la derecha.